# Forspoken
Forspoken is een computerspel ontwikkeld door Luminous en uitgegeven door Square Enix voor de PlayStation 5 en Windows. Het actierollenspel (ARPG) is uitgekomen op 24 januari 2023.

## Plot
De New Yorkse Frey wordt vanuit de echte wereld naar Athia geteleporteerd, een fantasiewereld die wordt beheerst door de kwaadaardige kracht The Break. Deze wereld staat op de rand van de ondergang omdat de inwoners in monsters worden getransformeerd.
Frey is immuun voor de rampen in Athia en beschikt in deze wereld over magische krachten. Ze blijkt de enige hoop voor Athia te zijn. Haar terugkeer naar de echte wereld is afhankelijk van haar succes.

## Ontvangst
| Recensiescore       | Recensiescore      |
| Recensieverzamelaar | Score              |
| ------------------- | ------------------ |
| Metacritic          | 64% (PS5) 59% (PC) |
| Publicist           | Score              |
| Destructoid         | 7                  |
| Famitsu             | 35/40              |
| Game Informer       | 7,5                |
| GameSpot            | 5                  |
| IGN                 | 6                  |
| PC Gamer (VS)       | 8                  |

Het spel ontving gemengde recensies. Men prees het parkour-systeem, waarmee de lege wereld enigszins boeiender werd om te doorkruisen. Kritiek was er op de trage start van het spel, het wapenarsenaal, en de houterige dialogen die tot internetmemes leidden.
Doordat het spel geen commercieel succes werd, betekende dit het einde voor Luminous Productions, een subdivisie van Square Enix.
Op Metacritic, een recensieverzamelaar, heeft het spel scores van 64% (PS5) en 59% (Windows).

## Varia
- Het spel stond in de ontwikkelfase bekend als Project Athia.